# Juneau County
Juneau County is een van de 72 county's in de Amerikaanse staat Wisconsin.
De county heeft een landoppervlakte van 1.988 km² en telt 24.316 inwoners (volkstelling 2000). De hoofdplaats is Mauston.

## Bevolkingsontwikkeling

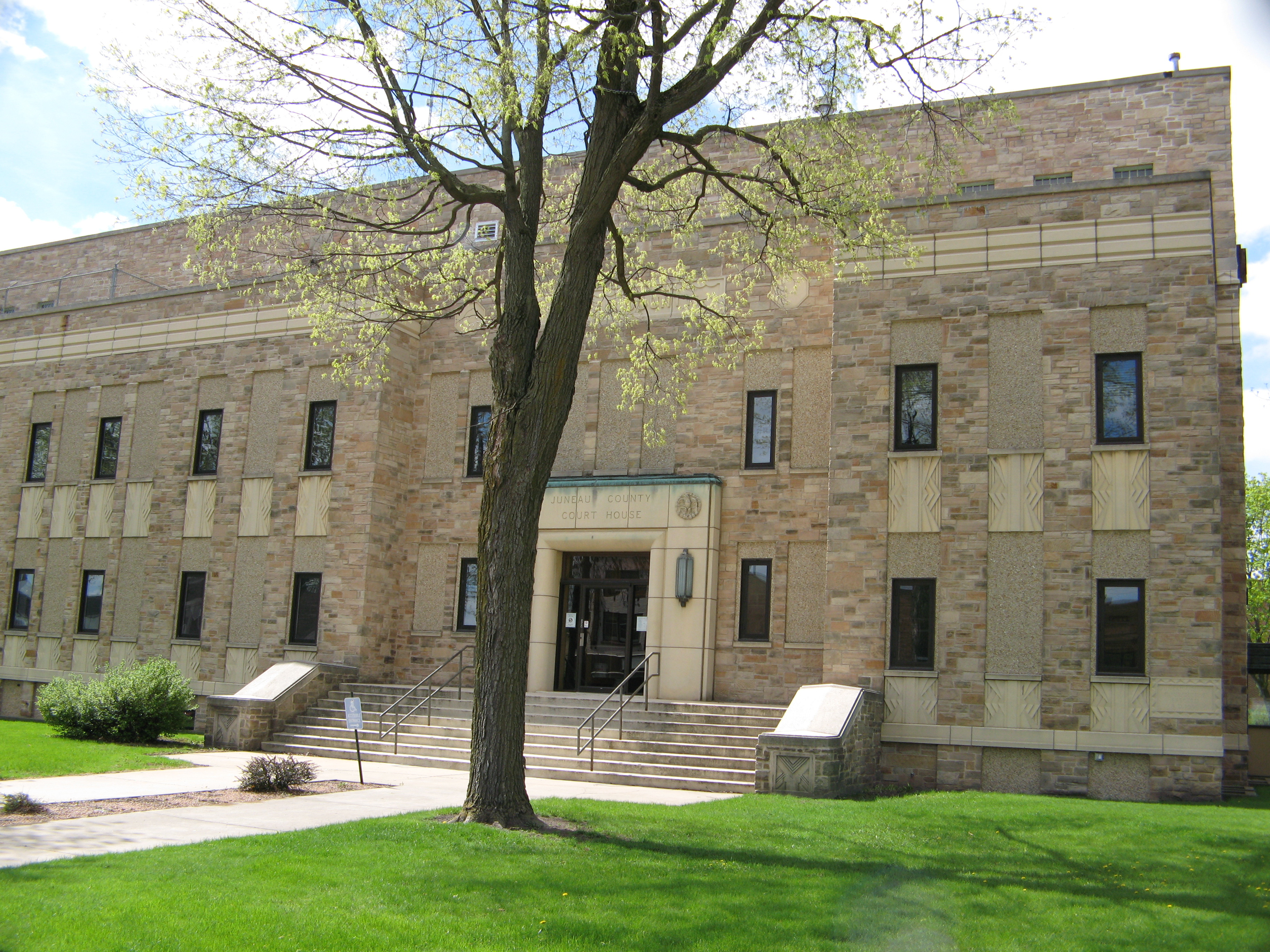
Juneau County Courthouse